# Chris Mulkey
Chris Mulkey (Viroqua, 3 maggio 1948) è un attore statunitense.

## Biografia
Noto per aver interpretato il ruolo di Hank Jennings nella serie tv I segreti di Twin Peaks, Mulkey, attore professionista dal 1976, negli anni recita con i più influenti registi del panorama internazionale tra i quali Walter Hill (I cavalieri dalle lunghe ombre, 48 ore e Broken Trail - Un viaggio pericoloso), Michael Crichton (Runaway), Tony Scott (The Fan - Il mito), John Woo (Nome in codice: Broken Arrow) e Warren Beatty (Bulworth - Il senatore).
Aggiudicatosi una nomina agli Independent Spirit Awards 1989, come miglior attore protagonista per la commedia Patti Rocks, l'artista da sempre attivo anche in televisione, tra il 1999-2000 presta la voce al personaggio Shriek in Batman of the Future. Nel 2006 come guest star partecipa all'episodio di Lost intitolato Ulteriori istruzioni. 
Nell'agosto del 2005 ha inciso un album discografico.

### Vita privata
È sposato con l'attrice Karen Landry e vivono a Los Angeles con le loro due figlie: Amelia ed Elizabeth.

## Filmografia parziale

### Cinema
- Loose Ends, regia di David Burton Morris e Victoria Wozniak (1976)
- Tomcats, regia di Harry Kerwin (1976)
- The Boss' Son, regia di Bobby Roth (1978)
- Cacciatori della notte (Sunnyside), regia di Timothy Galfas (1979)
- I cavalieri dalle lunghe ombre (The Long Riders), regia di Walter Hill (1980)
- Tutta una notte (All Night Long), regia di Jean-Claude Tramont (1981)
- Rambo (First Blood), regia di Ted Kotcheff (1982)
- 48 ore (48 Hrs.), regia di Walter Hill (1982)
- Timerider - Una moto contro il muro del tempo (Timerider: The Adventure of Lyle Swann), regia di William Dear (1982)
- Auto-Olympia, regia di Branda Miller - cortometraggio (1984)
- Dreamscape - Fuga nell'incubo (Dreamscape), regia di Joseph Ruben (1984)
- Runaway (Runaway), regia di Michael Crichton (1984)
- Sex Education, regia di Shelley Levinson - cortometraggio (1986)
- Dove l'erba si tinge di sangue (Quiet Cool), regia di Clay Borris (1986)
- L'alieno (The Hidden), regia di Jack Sholder (1987)
- Patti Rocks, regia di David Burton Morris (1988)
- Senza un colpo in canna (Under the Gun), regia di James Sbardellati (1988)
- Delitti perfetti (Jack's Back), regia di Rowdy Herrington (1988)
- In Dangerous Company, regia di Ruben Preuss (1988)
- Heartbreak Hotel, regia di Chris Columbus (1988)
- From Hollywood to Deadwood, regia di Rex Pickett (1988)
- Rain Man - L'uomo della pioggia (Rain Man), regia di Barry Levinson (1988) - voce
- Vietnam War Story: The Last Days, regia di David Burton Morris, Sandy Smolan e Luis Soto (1989)
- Denial, regia di Erin Dignam (1990)
- Ambition, regia di Scott D. Goldstein (1991)
- Write to Kill, regia di Ruben Preuss (1990)
- Deserto di laramie (Gas, Food Lodging), regia di Allison Anders (1992)
- Insieme per uccidere (The Silencer), regia di Amy Goldstein (1992)
- Bound and Gagged: A Love Story, regia di Daniel B. Appleby (1993)
- Killer Machine (Ghost in the Machine), regia di Rachel Talalay (1993)
- Morte fredda (Dead Cold), regia di Kurt Anderson (1995)
- Nome in codice: Broken Arrow (Broken Arrow), regia di John Woo (1996)
- The Fan - Il mito (The Fan), regia di Tony Scott (1996)
- Amanda, regia di Bobby Roth (1996)
- I delitti di Lennox (Twist of Fate), regia di Max Fischer (1996)
- Oltre le linee nemiche (Behind Enemy Lines), regia di Mark Griffiths (1997)
- Bulworth - Il senatore (Bulworth), regia di Warren Beatty (1998)
- Requiem per l'assassino (Requiem for Murder), regia di Douglas Jackson (1999)
- Killing Point - Il prezzo del tradimento (Slow Burn), regia di Christian Ford (2000)
- Mi chiamano Radio (Radio), regia di Michael Tollin (2003)
- Mysterious Skin, regia di Gregg Araki (2004)
- North Country - Storia di Josey (North Country), regia di Niki Caro (2005)
- Un sogno troppo grande (Dreamland), regia di Jason Matzner (2006)
- Identità sospette (Unknown), regia di Simon Brand (2006)
- Dragon Wars (D-War), regia di Hyung-rae Shim (2007)
- Nanking, regia di Bill Guttentag, Dan Sturman - documentario (2007)
- Cloverfield, regia di Matt Reeves (2008)
- Bad Actress, regia di Robert Lee King (2011)
- Any Day Now, regia di Travis Fine (2012)
- Captain Phillips - Attacco in mare aperto (Captain Phillips), regia di Paul Greengrass (2013)
- La notte del giudizio (The Purge), regia di James DeMonaco (2013)
- Whiplash, regia di Damien Chazelle (2014)
- 10050 Cielo Drive (Wolves at the Door), regia di John R. Leonetti (2016)
- Gotti - Il primo padrino (Gotti), regia di Kevin Connolly (2018)
- Una giusta causa (On the Basis of Sex), regia di Mimi Leder (2018)
- Above Suspicion, regia di Phillip Noyce (2019)

### Televisione
- Baretta - serie TV, 2 episodi (1977)
- M*A*S*H - serie TV, un episodio (1978)
- Barnaby Jones - serie TV, un episodio (1978)
- La famiglia Bradford (Eight Is Enough) - serie TV, un episodio (1978)
- Charlie's Angels – serie TV, episodio 4x10 (1979)
- Una famiglia americana (The Waltons) - serie TV, un episodio (1980)
- Time Out (The White Shadow) - serie TV, un episodio (1980)
- Bagliori di guerra (A Rumor of War) - miniserie TV (1980)
- Atto d'amore (Act of Love) - film TV (1980)
- CHiPs - serie TV, un episodio (1981)
- La strana morte di Randy Webster (The Killing of Randy Webster), regia di Sam Wanamaker - film TV (1981)
- Dangerous Company, regia di Lamont Johnson - film TV (1982)
- T.J. Hooker - serie TV, un episodio (1982)
- Hazzard (The Dukes of Hazzard) - serie TV, 2 episodi (1985)
- Mai dire sì (Remington Steele) - serie TV, un episodio (1985)
- Magnum, P.I. - serie TV, un episodio (1985)
- Ai confini della realtà (The Twilight Zone) – serie TV, episodio 2x14 (1987)
- It's Garry Shandling's Show. - serie TV, un episodio (1987)
- Incatenato all'inferno (The Man Who Broke 1,000 Chains), regia di Daniel Mann - film TV (1987)
- Matlock, nell'episodio "The Country Boy" - serie TV (1987)
- La bella e la bestia (Beauty and the Beast) - serie TV, un episodio (1987)
- Tricks of the Trade, regia di Jack Bender - film TV (1988)
- Roe vs. Wade, regia di Gregory Hoblit - film TV (1989)
- Hometown Boy Makes Good, regia di David Burton Morris - film TV (1990)
- Omicidio all'alba (Rainbow Drive), regia di Bobby Roth - film TV (1990)
- Giorno e notte con l'assassino (Angel of Death), regia di  Bill L. Norton - film TV (1990)
- I segreti di Twin Peaks (Twin Peaks) (1990-1991) Serie TV
- In famiglia e con gli amici (Thirtysomething) - serie TV, un episodio (1991)
- K-9000, regia di Kim Manners - film TV (1991)
- Vivere senza un padre, regia di Runaway Father - film TV (1991)
- Civil Wars - serie TV, un episodio (1992)
- Drug Wars: The Cocaine Cartel - miniserie TV, 2 episodi (1992)
- Arresting Behavior - serie TV, 5 episodi (1992)
- Dietro la porta (Deadbolt), regia di Douglas Jackson - film TV (Deadbolt) (1993)
- Sulla strada per morire (The Switch), regia di Bobby Roth (1993)
- Svitati in divisa (Bakersfield P.D.) - serie TV (1993-1994)
- La signora in giallo (Murder, She Wrote) – serie TV, episodi 6x19-11x09 (1990-1994)
- Batman of the Future - serie TV, 3 episodi (1999-2000) - voce
- Da un giorno all'altro (Any Day Now) - serie TV, 14 episodi (1998-2002)
- Broken Trail - Un viaggio pericoloso (Broken Trail) - miniserie TV (2006)
- Lost - serie TV, 1 episodio (2006)
- Saving Grace - serie TV (2006-2007, 3 episodi)
- Knight Rider, regia di Steve Shill - Film TV (2008)
- Criminal Minds - serie TV, un episodio (2008)
- NCIS - Unità anticrimine (NCIS) - serie TV, episodio 6x02 (2008)
- CSI: NY - serie TV, un episodio (2008)
- Law & Order - I due volti della giustizia (Law & Order) - serie TV, episodio 20x02 (2009)
- Castle - serie TV, episodio 3x10 (2010)
- Boardwalk Empire - L'impero del crimine (Boardwalk Empire) - serie TV, 4 episodi (2010-2011)
- Better Call Saul - serie TV, 1 episodio (2017)
- Liberty Crossing - serie TV, 7 episodi (2018)
- Ragazze elettriche (The Power) – serie TV, episodi 1x01-1x02 (2023)

## Doppiatori italiani
Nelle versioni in italiano delle opere in cui ha recitato, Chris Mulkey è stato doppiato da:
- Gerolamo Alchieri in North Country - Storia di Josey, La notte del giudizio, Lucifer
- Angelo Nicotra in Broken Trail - Un viaggio pericoloso, The Glades, Whiplash
- Michele Gammino in Identità sospette, Knight Rider, CSI - Scena del crimine (ep. 12x02)
- Massimo Lodolo in La bella e la bestia, Dragon Wars
- Roberto Pedicini ne I segreti di Twin Peaks, La signora in giallo (ep. 6x19)
- Giovanni Petrucci in Mysterious Skin, Boardwalk Empire - L'impero del crimine
- Nino Prester in Mi chiamano Radio, Agent Carter
- Gianni Giuliano in Human Target, 10050 Cielo Drive
- Antonio Palumbo in Una giusta causa, Gotti - Il primo padrino
- Gianni Marzocchi in La famiglia Bradford
- Sandro Acerbo in Charlie's Angels
- Danilo Bruni ne I cavalieri dalle lunghe ombre
- Ermanno Ribaudo in Rambo
- Roberto Chevalier in Runaway
- Fabrizio Pucci in K-9000
- Paolo Buglioni in Heartbreak Hotel
- Oliviero Dinelli ne La signora in giallo (ep. 11x09)
- Maurizio Reti in The Fan - Il mito
- Stefano Mondini in Amanda
- Stefano Albertini in Oltre le linee nemiche
- Francesco Prando in Da un giorno all'altro
- Fabrizio Temperini in CSI: Miami
- Luca Semeraro in Lost
- Antonio Sanna in Saving Grace
- Roberto Draghetti in CSI - Scena del crimine (ep. 4x04)
- Ambrogio Colombo in Criminal Minds
- Saverio Moriones in Cold Case - Delitti irrisolti
- Paolo Marchese in NCIS - Unità anticrimine
- Giuliano Santi in CSI: NY
- Michele Kalamera in 24
- Saverio Indrio in The Mentalist
- Diego Reggente in Law & Order - I due volti della giustizia
- Pierluigi Astore in Any Day Now
- Rodolfo Bianchi in Captain Phillips - Attacco in mare aperto
- Claudio Sorrentino in Message from the King
- Domenico Brioschi in Scandal
- Massimo Gentile in Castle
- Stefano Alessandroni in Better Call Saul
- Silvio Anselmo in Hawaii Five-0
- Massimo Milazzo in Above Suspicion
- Stefano De Sando in Ragazze elettriche
- Emilio Mauro Barchiesi in Pulse

Da doppiatore è sostituito da:
- Marco Balzarotti in Batman of the Future